# فدراسیون فوتبال جمهوری ترک قبرس شمالی
فدراسیون فوتبال جمهوری ترک قبرس شمالی (ترکی استانبولی: Kıbrıs Türk Futbol Federasyonu، KTFF) نهاد اداره کننده فوتبال در جمهوری ترک قبرس شمالی که در سال ۱۹۵۵ میلادی بنیان‌گذاری شده‌است، و از سال ۲۰۰۳ به عضویت ان اف بورد درآمده‌است. فدراسیون فوتبال جمهوری ترک قبرس شمالی توسط هیچ فدراسیونی به رسمیت شناخته نشده، و عضو کنفدراسیون فوتبال اروپا و یوفا نیست.
لیگ یک، لیگ دو و تیم ملی فوتبال قبرس شمالی زیر نظر فدراسیون فوتبال جمهوری ترک قبرس شمالی فعالیت می‌کنند.